# 美斉津恵友
美斉津 恵友（みさいづ けいすけ、1983年1月18日 - ）は、日本の男性俳優、声優。長野県小諸市出身。賢プロダクションと花組芝居所属。

## 略歴
長野県の浅間山の麓に生まれ育つ。
高校卒業後、専門学校への入学を機に上京。そこで舞台演劇の世界に出会い、次第に芝居に打ち込むようになる。
青年座研究所を経て2005年公演の『ゴクネコ』より花組芝居に研修生として参加。『鏡花まつり』を経て、2006年公演の『ザ・隅田川』より正式に入座。2018年からは声優としての活動も開始。
2019年6月20日、自身のツイッターで井上富美子と結婚した事を発表した。

## 人物
特技は弓道、歌、 女形。趣味はプロレス・格闘技観戦、 映画鑑賞、ロック音楽、ランニング、和菓子屋巡り。資格・免許は弓道二段、普通自動車免許。
古着とジーンズを好み、よく居心地の良いカフェやあんこの美味しい和菓子屋を探し歩いている。

## 出演

### テレビ番組
- MOE IN THE BLACK BOX
- 未解決事件（笹岡康彦）

### テレビアニメ
2018年
- 進撃の巨人（憲兵）
- からくりサーカス（誘拐組）

2019年
- ピアノの森（シモン）
- 魔王様、リトライ!（使者）
- 歌舞伎町シャーロック（紀夫）

2020年
- 継つぐもも（扇雅）
- まえせつ!（宿泊客）

2021年
- 平穏世代の韋駄天達（研究員、アナウンス）
- ルパン三世 PART6（警官B）

2022年
- 平家物語（貴族1、藤原基房）

2023年
- 天国大魔境（盗賊、復興省の主任）
- ノケモノたちの夜（団員）
- BLEACH 千年血戦篇-訣別譚-（死神）

2024年
- 夜のクラゲは泳げない（村西先生）
- 終末トレインどこへいく?（牛丼出向社員）
- 魔導具師ダリヤはうつむかない

2025年
- ダンダダン（つるちゃん巡査）

### 劇場アニメ
- バースデー・ワンダーランド（2019年、書記猫）
- 甲鉄城のカバネリ 海門決戦（2019年）
- Gのレコンギスタ III 宇宙からの遺産（2021年、侍従）
- 犬王（2022年）

### ゲーム
- ファイナルファンタジーVII リメイク（2020年）
- ファイナルファンタジーVII リバース（2024年）

### 吹き替え

#### 映画
- シニアイヤー（ランス）
- ファンタスティック・ビーストと黒い魔法使いの誕生（囚人5男性[10]）
- ヘル・フロント 〜地獄の最前線〜（英語版）
- 私が、生きる肌（ビセンテ〈ジャン・コルネット〉）
- ジョジョ・ラビット（フィンケル〈アルフィー・アレン〉）
- ファンタスティック・ビーストとダンブルドアの秘密（魔法省職員[11]）
- 山猫は眠らない9 ローグ・ミッション（ピート〈ジョシュ・ブレナー〉[12]）

#### ドラマ
- アガサ・クリスティー ミス・マープル なぜ、エヴァンズに頼まなかったのか?（ボビー）
- ER緊急救命室 シーズン15（アンドルー・ウェイド〈ジュリアン・モリス〉）
- ボクらを見る目
- MACGYVER/マクガイバー シーズン2（オマール）
- 名探偵ポワロ オリエント急行の殺人（ヘクター・マックイーン）※BSプレミアム版
- メリー・アン・シングルトンの物語（イーライ）

#### アニメ
- 卓球少女 -閃光のかなたへ-（リ先生[13]）

### CM
- 大塚製薬 カロリーメイト（ナレーション）
- ネオファースト生命保険

### 舞台
- ハイ・ライフ
- 花たち女たち
- 泉鏡花の夜叉ヶ池
- 怪談牡丹燈籠
- かぶき座の怪人
- 恐怖時代
- ゴクネコ
- 泉鏡花の日本橋
- 海神別荘
- ザ・隅田川
- 百鬼夜行抄2
- 雑種 小夜の月[14]

他多数